# 费里亚
费里亚，是西班牙埃斯特雷马杜拉巴达霍斯省的一个市镇。总面积74平方公里，2001年普查人口總數為87,771人，人口密度為每平方公里19人。